# Saint-Arcons-d’Allier
Saint-Arcons-d'Allier település Franciaországban, Haute-Loire megyében. Lakosainak száma 191 fő (2022. január 1.). Saint-Arcons-d’Allier Vissac-Auteyrac, Chanteuges, Langeac, Mazeyrat-d’Allier, Saint-Julien-des-Chazes és Siaugues-Sainte-Marie községekkel határos.

## Népesség
A település népessége az elmúlt években az alábbi módon változott:
| Lakosok száma | 279  | 203  | 187  | 180  | 205  | 201  | 189  | 191  | 196  | 191  |
|               | 1968 | 1982 | 1990 | 2006 | 2013 | 2015 | 2017 | 2019 | 2020 | 2022 |